# Чибіля
Чибіля (рос. Чибиля) — село Улаганського району, Республіка Алтай Росії. Входить до складу Чибілянського сільського поселення.
Населення — 670 осіб (2015 рік).